# WWE Diva
Diva és un terme utilitzat en les promocions de lluita lliure professional per referir-se al talent femení. El terme és aplicat a dones que apareixen com a lluitadores, managers, entrevistadores o anunciants.

## Diva Search

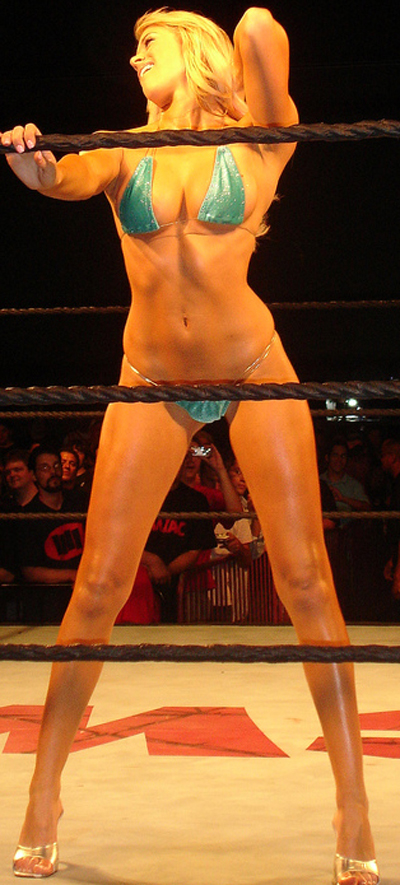
Imatge d'una diva en un concurs de bikinis. (Kelly Kelly)

La Diva Search era una competició anual que es feia cada estiu. El propòsit del concurs era trobar una nova dona perquè actuï com lluitadora, entrevistadora o acompanyant a la WWE. La guanyadora del concurs rebia 250.000 $ (100.000 en les últimes edicions) i un any de contracte a l'empresa World Wrestling Entertainment (WWE).

## Promoció
La popularitat de les dones de la WWE ha estat enorme. Diverses Dives han posat per a la Playboy, i altres han aparegut en anuncis publicitaris per a la WWE i altres revistes.